# Administrativní dělení Švédska
Švédsko má dva stupně místních úřadů (vlád): obecní (municipální) a regionální/krajské. Území Švédska je rozděleno na 290 samosprávných obcí (kommun) a 21 krajů (län).

## Kraje a regiony

Kraje ve Švédsku

Srovnání území historických provincií a současných krajů

Z hlediska státní správy se na krajské úrovni rozlišují kraje (län) a regiony (regioner), i když jde o shodná území.
V každém kraji působí krajská rada (länsstyrelse) v čele s hejtmanem (landshövding). Tuto radu jmenuje švédská vláda na 6 let. Vykonává vládní politiku na krajské úrovni a stará se o rozvoj kraje v souladu s touto politikou.
Jako region se označuje volená samospráva. Nejvyšší rozhodovací orgán je zastupitelstvo regionu (regionfullmäktige, do roku 2019 landsting), volené lidovým hlasováním na 4 roky. Volby probíhají současně s volbami do parlamentu. Výkonným orgánem je rada regionu (regionstyrelse), jejíž členy volí zastupitelstvo. Regiony organizují veřejné zdravotnictví, dopravu a podobně.
Ve většině případů jsou název kraje a jeho regionu shodné. Ve dvou krajích se liší. Region kraje Jämtland (Jämtlands län) se nazývá Region Jämtland Härjedalen. V kraji Södermanland (Södermanlands län) je Region Sörmland.
Nejvíce obyvatel žije ve Stockholmském kraji (Stockholms län). Největší rozlohu má nejsevernější kraj Norrbotten, který má zároveň nejnižší hustotu zalidnění.
Někdy jsou kraje zaměňovány za provincie (landskap), což jsou historické, geografické a kulturní regiony. Švédsko má 25 provincií. Provincie nemají žádnou administrativní funkci, ale jsou historickým dědictvím a kulturní identifikací. Některé z nich byly součástí Švédska do roku 1634, kdy byly nahrazeny kraji (län). Některé jiné byly původně dánské či norské, další pak byly ztraceny (na dnešním území Finska). Laponsko je jedinou provincií, která byla získána kolonizací.

### Seznam krajů
| Kraj            | Region              | Rozloha [km²] | Počet obyvatel | Sídlo kraje | Počet obcí | Písmeno na mapě | Kód | Ustanoven |
| --------------- | ------------------- | ------------- | -------------- | ----------- | ---------- | --------------- | --- | --------- |
| Blekinge        | Blekinge            | 2 941         | 153 131        | Karlskrona  | 5          | K               | 10  | 1683      |
| Dalarna         | Dalarna             | 28 194        | 276 770        | Falun       | 15         | W               | 20  | 1634      |
| Gotland         | Gotland             | 3 140         | 57 203         | Visby       | 1          | I               | 09  | 1678 (?)  |
| Gävleborg       | Gävleborg           | 18 191        | 276 323        | Gävle       | 10         | X               | 21  | 1762      |
| Halland         | Halland             | 5 454         | 299 606        | Halmstad    | 6          | N               | 13  | 1719      |
| Jämtland        | Jämtland Härjedalen | 49 433        | 126 573        | Östersund   | 8          | Z               | 23  | 1810      |
| Jönköping       | Jönköping           | 10 475        | 337 013        | Jönköping   | 13         | F               | 06  | 1687      |
| Kalmar          | Kalmar              | 11 171        | 233 168        | Kalmar      | 12         | H               | 08  | 1634      |
| Kronoberg       | Kronoberg           | 8 458         | 183 988        | Växjö       | 8          | G               | 07  | 1674      |
| Norrbotten      | Norrbotten          | 98 911        | 248 421        | Luleå       | 14         | BD              | 25  | 1810      |
| Skåne           | Skåne               | 11 027        | 1 245 214      | Malmö       | 33         | M               | 12  | 1997      |
| Stockholm       | Stockholm           | 6 490         | 2 063 945      | Stockholm   | 26         | AB              | 01  | 1968      |
| Södermanland    | Sörmland            | 6 060         | 270 981        | Nyköping    | 9          | D               | 04  | 1683      |
| Uppsala         | Uppsala             | 8 209         | 336 533        | Uppsala     | 8          | C               | 03  | 1634      |
| Värmland        | Värmland            | 17 583        | 272 773        | Karlstad    | 16         | S               | 17  | 1779      |
| Västerbotten    | Västerbotten        | 55 432        | 259 239        | Umeå        | 15         | AC              | 24  | 1638      |
| Västernorrland  | Västernorrland      | 21 678        | 242 347        | Härnösand   | 7          | Y               | 22  | 1762      |
| Västmanland     | Västmanland         | 5 146         | 252 819        | Västerås    | 10         | U               | 19  | 1634      |
| Västra Götaland | Västra Götaland     | 23 942        | 1 581 850      | Göteborg    | 49         | O               | 14  | 1998      |
| Örebro          | Örebro              | 8 517         | 280 305        | Örebro      | 12         | T               | 18  | 1634      |
| Östergötland    | Östergötland        | 10 562        | 429 852        | Linköping   | 13         | E               | 05  | 1634      |
| Celkem          |                     | 410 960       | 9 428 054      |             | 290        |                 |     |           |

Poznámka: Písmenné označení krajů vychází z registračních značek vozidel používaných před rokem 1973. V současnosti se používají značky, ze kterých nelze vyčíst, ve kterém kraji je vozidlo registrováno.

## Obce

Mapa švédských obcí v rámci krajů

Kraje se dále dělí na samosprávné obce (švédsky kommun), které zajišťují státní správu na místní úrovni (např. školství, sociální služby, zásobování vodou, odvoz komunálního odpadu). V čele obce stojí zastupitelstvo (kommunfullmäktige), volené na 4 roky, které jmenuje obecní radu (kommunstyrelse) a jejího předsedu (kommunstyrelsens ordförande). Samosprávná obec zahrnuje obvykle město či větší sídlo a jeho okolí, včetně dalších sídel bez vlastní samosprávy (obec v podstatě zároveň plní funkci okresu). V málo osídlených oblastech na severu země mají samosprávné obce značnou rozlohu. Největší rozlohu má území města Kiruna (19 446 km²).
Kraj Gotland je zároveň tvořený jedinou samosprávnou obcí. Zastupitelstvo obce Gottland (Gottlands kommun, se sídlem ve Visby) je zároveň zastupitelstvem regionu Gottland (Region Gottland).
V rámci obcí se pro statistické účely vyčleňují (bez vlastní samosprávy):
- Městská sídla / městské lokality (tätort) – zastavěná území s minimálně 200 obyvateli, kde vzdálenost mezi domy nepřesahuje 200 metrů, bez ohledu na hranice obcí a krajů. Definice městských sídel je napříč všemi severskými státy společná. Jednotlivá sídla v tříletých intervalech vymezuje Ústřední statistický úřad (SCB). Na území obce obvykle existuje více městských oblastí. Některé lokality se však mohou rozkládat na území více obcí (a být tak spravovány z více míst). Například Stockholmská městská oblast (Stockholms tätort) zahrnuje území 21 obcí nebo jejich částí, přičemž hlavní město (obec) Stockholm je pouze jednou z nich.
- Malá sídla / malé lokality (småort) – venkovská sídla s 50–199 obyvateli, kde vzdálenost mezi domy nepřesahuje 150 metrů.

Jako centrální sídlo (centralort) se označuje sídlo obecní samosprávy, služeb a obchodu. Obce obvykle nesou název svého centrálního sídla, ale mohou se jmenovat i jinak. Například obec Härjedalen (centrální sídlo Sveg) v kraji Jämtland  je pojmenovaná podle historické provincie Härjedalen, na jejímž území se celá přibližně rozkládá.